# Urban FM Gabon
Urban FM est une radio privée gabonaise créée par Ndoutoumou Medzo Edmond Didier – plus connu sous le pseudonyme Dafreshman – le 7 décembre 2010 à Libreville. 
Elle fait partie des services de l’agence de communication, événementiel et de promotion artistique Tromatix.

## Nom
Urban est la traduction anglaise d’ « urbain » employé pour la circonstance pour désigner l’ensemble des cultures urbaines qui représentent le socle même de cette radio périphérique.

## Historique
Encore étudiant en faculté de Droit de l’Université Omar Bongo (UOB), Didier Ndoutoumou Medzo (dit Dafreshman) souhaite créer une station de radio. Inspiré par son père, ancien agent des télécommunications au Gabon, il connait l’univers des ondes et l’ensemble des branchements nécessaires pour diffuser en ondes courtes.
De petit boulot en petit boulot, il finit par avoir assez d’économies pour acheter morceau par morceau le minimum nécessaire pour la matérialisation de son rêve : micro, table de mixage…
Après avoir expliqué et présenté son projet à son grand frère Omer Ntougou, ce dernier lui donne un soir trois millions (3 000 000 FCFA soit environ 4 570 euros).
Les procédures d’implantation de radio au Gabon étant compliquées et longues, Didier rachète avec l’aide de son ami Liban Soleman une fréquence déjà existante : 104.5 appelée « Komo FM » appartenant à Jean-Jaques Adiahenot.
De « Komo FM », les auditeurs écoutent pour la première fois, le 7 décembre 2010 – jour de son anniversaire – la diffusion du premier jingle d’Urban FM « Urban FM, jamais une radio n’avait été aussi musicale ».
Émettant jusqu’alors à partir du quartier Glass, Urban FM déménage – au début de 2011 – pour s’installer au quartier  Montagne Sainte. Urban FM  devient reconnue.
Urban FM 104.5 se dote du RDS pour que ses auditeurs puissent voir inscrit sur leurs autoradios « Urban FM » en lieu et place de sa fréquence 104.5.
Cette même année, Urban FM 104.5 lance son site internet afin de permettre à la diaspora gabonaise de jouir de ses programmes en streaming et en non stop 24h/24.

## Slogans
- Urban FM, 104.5 La Station Urbaine
- Urban FM, jamais une radio n’avait été aussi musicale.